# Barnum (Minnesota)
Barnum is een plaats (city) in de Amerikaanse staat Minnesota, en valt bestuurlijk gezien onder Carlton County.

## Demografie
Bij de volkstelling in 2000 werd het aantal inwoners vastgesteld op 525.
In 2006 is het aantal inwoners door het United States Census Bureau geschat op 605, een stijging van 80 (15,2%).

## Geografie
Volgens het United States Census Bureau beslaat de plaats een oppervlakte van
2,6 km², geheel bestaande uit land. Barnum ligt op ongeveer 338 m boven zeeniveau.

## Plaatsen in de nabije omgeving
De onderstaande figuur toont nabijgelegen plaatsen in een straal van 24 km rond Barnum.